# جابرانصاری
جابرانصاری یا جابری انصاری می‌تواند به افراد زیر اشاره کند:
- جابر انصاری، فوتبالیست ایرانی
- صادق‌حسین جابری انصاری، سخنگوی وزارت امور خارجه
- همایون جابری انصاری، وزیر مسکن کابینه هویدا
- امیرحسین جابرانصاری، کوهنورد ایرانی
- حوریه جابرانصاری، بازیگر فیلم ماه عسل (فیلم ۱۳۷۱)
- علی جابرانصاری، کارگردان ایرانی